# Nevzat Yaşar Aşıkoğlu
Nevzat Yaşar Aşıkoğlu (* 1962 in Sivas) ist ein türkischer Religionspädagoge und Theologe.

## Leben
Aşıkoğlu absolvierte seine Schulausbildung in Sivas und schloss ein Studium an der Theologischen Fakultät der Universität Ankara ab. Dort trat er 1986 eine Stelle als wissenschaftlicher Mitarbeiter im Fachbereich Religionspädagogik an. Von Juni 1987 bis November 1989 hielt er sich zu Forschungszwecken in Deutschland auf, wo er Sprachkurse am Goethe-Institut absolvierte. Anschließend nahm er an Vorlesungen und Seminaren an der Otto-Friedrich-Universität Bamberg in den Fächern Religionspädagogik, Theologie, Orientalistik und Germanistik teil. Aşıkoğlu beteiligte sich an der Arbeit zum Curriculum für die islamische Unterweisung in Nordrhein-Westfalen und an der Konzipierung der entsprechenden Fortbildungs- und Zertifikatskurse für Lehrkräfte. 
1992 erlangte er mit der Dissertation Die religiöse Erziehung der türkischen Kinder in Deutschland. Eine vergleichende Feldforschungsstudie zwischen den Ländern Bayern und Baden-Württemberg die Doktorwürde. 1994 habilitierte er sich in Religionspädagogik und wurde im Jahre 2000 Professor im selben Fachbereich. 1995 wechselte er von der Theologischen Fakultät der Universität Ankara an jene der Cumhuriyet-Universität in Sivas. 1996 forschte er drei Monate zum islamischen Religionsunterricht in den Ländern Bayern und Baden-Württemberg. 
Aşıkoğlu beteiligte sich an der Ausarbeitung von Schulbüchern für den Religions- und Ethikkundeunterricht an den Grundschulen und Schulen der Mittel- und Oberstufe in der Türkei sowie an dem Curriculum für die Imam- und Predigergymnasien. Er publizierte in türkischer und deutscher Sprache zu Religionspädagogik, interkultureller Pädagogik sowie zu interreligiösen Beziehungen. 
Von 2003 bis 2006 war er Dekan der Theologischen Fakultät der Cumhuriyet-Universität in Sivas und von August 2013 bis Februar 2014 Generalsekretär derselben Fakultät. Die 15. ordentliche Mitgliederversammlung der Türkisch-Islamischen Union der Anstalt für Religion wählte ihn am 17. August 2014 zum Vorsitzenden. Im Januar 2019 folgte Kazim Türkmen auf Aşıkoğlu als Vorstandsvorsitzender. Er ist verheiratet und Vater von drei Kindern.